# Ordu Kabul FC
Ordu Kabul FC är en fotbollsklubb från Afghanistan. De har vunnit ligan två gånger, 2006 och 2007. Under 2009 fick klubben en ny arena, Melat Stadium.